# Internamento dei giapponesi negli Stati Uniti

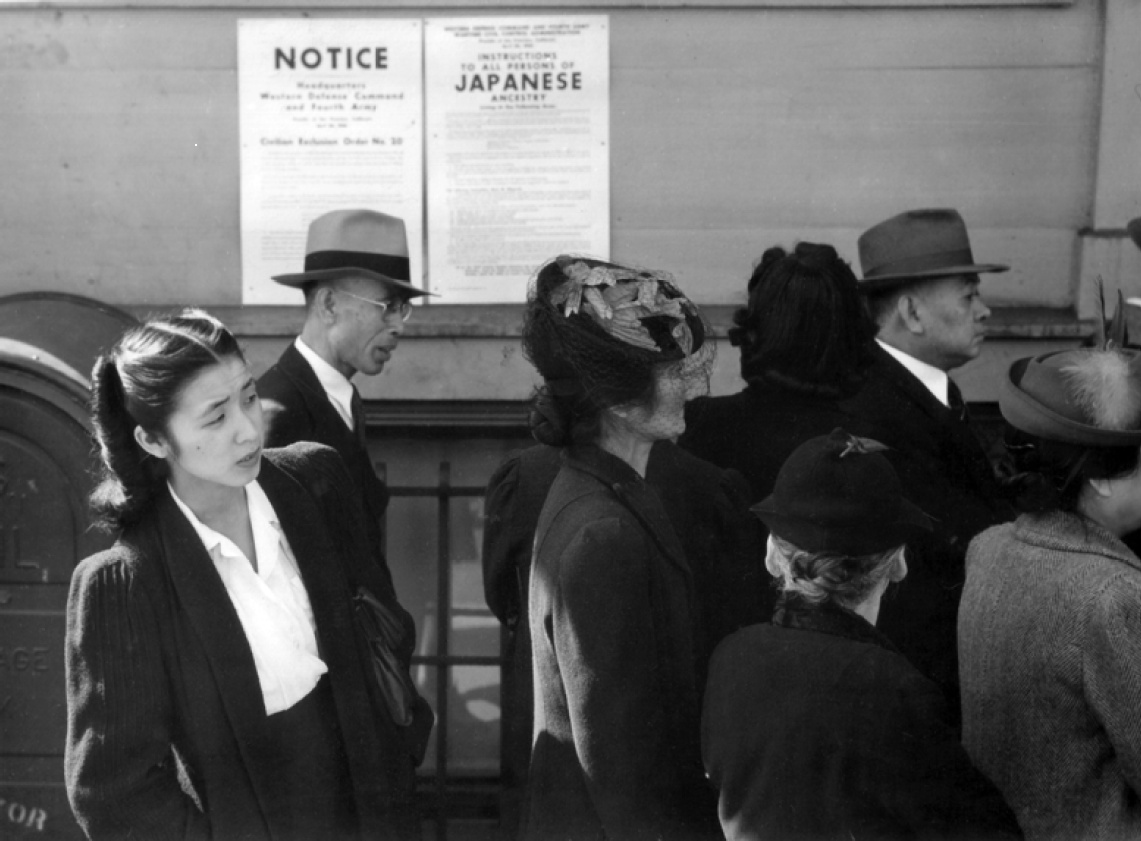
Giapponesi-americani e avvisi per gli internamenti, 1942

L'internamento dei giapponesi negli Stati Uniti fu un fenomeno avvenuto nel corso della Seconda guerra mondiale, in particolare tra il 1941 e il 1944, che ha riguardato un gran numero di giapponesi, con e senza la cittadinanza statunitense, in particolare della costa occidentale, considerati come possibili nemici.
Con l'autorizzazione dell'Ordine Esecutivo 9066 di Franklin D. Roosevelt, furono internati circa 120.000 residenti di origini giapponesi, due terzi dei quali cittadini statunitensi.

## Storia
Il presidente Franklin D. Roosevelt autorizzò l'internamento con l'Ordine Esecutivo 9066 il 19 febbraio 1942, permettendo ai locali comandanti militari di stabilire all'interno delle "aree militari" delle "zone di esclusione", in cui "persone possano essere in tutto o in parte isolate". Questo potere è stato utilizzato per disporre l'allontanamento di tutte le persone di origine giapponese dall'intera costa pacifica, in particolare dalla California, dalle porzioni occidentali degli stati di Oregon e Washington e dalla zona meridionale, dell'Arizona. Fra le zone rimanenti di tali stati essi non sono esclusi perché qui sono stati istituiti dei campi d'internamento.

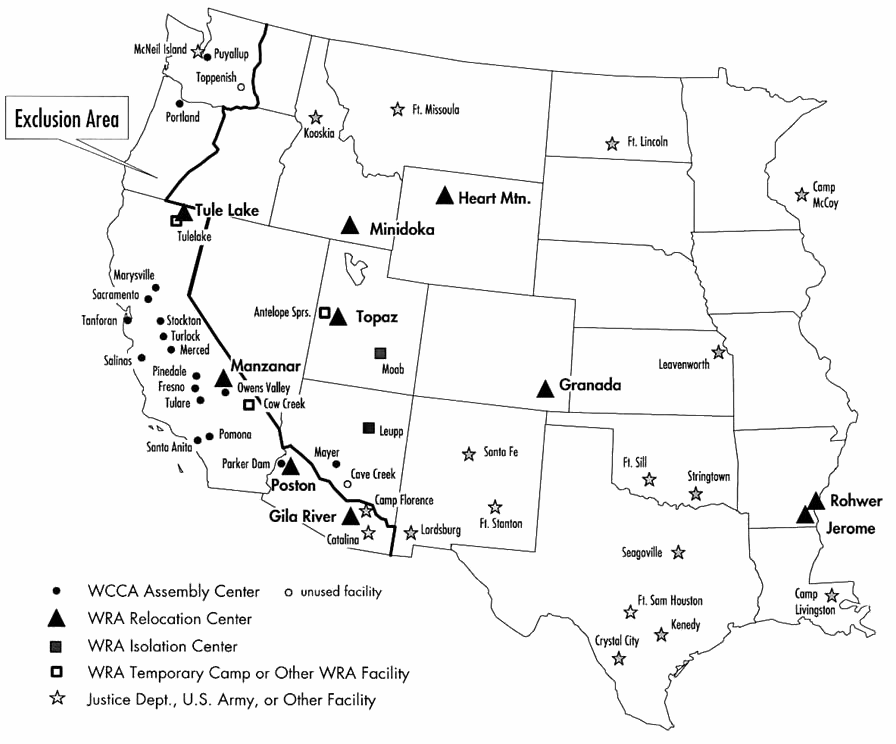
Campi di internamento e luoghi analoghi attrezzati dalla War Relocation Authority nell'ovest degli Stati Uniti.

Il trasferimento e l'internamento effettuato dal governo degli Stati Uniti nel 1942 di circa 120.000 giapponesi-americani che vivevano lungo la costa del Pacifico degli Stati Uniti nei campi chiamati "campi di reinsediamento del periodo di guerra", è stato effettuato come contromisura in seguito all'attacco giapponese a Pearl Harbor. L'internamento è stato applicato in maniera diversa in tutti gli Stati Uniti. Quelli che vivevano sulla costa occidentale degli Stati Uniti sono stati tutti internati. Degli internati, circa due terzi era costituito da cittadini statunitensi.
Diverso fu il trattamento nelle Hawaii, dove gli americani di origine giapponese erano oltre 150.000, e formavano quindi più di un terzo della popolazione, solo tra i 1.200 e i 1.800 furono internati.

## Contenzioso giurisdizionale
Nel 1944, la Corte Suprema - nella sentenza Korematsu v. United States del 7 gennaio 1944 e, successivamente, nella sentenza 18 dicembre 1944 che fu assunta con 6 voti contro 3 (opinione di maggioranza del giudice Black) - confermò la costituzionalità degli ordini di isolamento. Secondo la Corte, pur essendo sospetta la regolarità costituzionale, l'applicazione fu «giustificata durante le circostanze di emergenza e di pericolo».
Nello stesso dicembre 1944, comunque, la sentenza della Corte suprema Ex parte Endo obiettava che le disposizioni che individuavano le persone di origine giapponese richiedesser un vaglio della loro lealtà: si trattava però di una questione a sé stante, al di fuori del campo di applicazione del procedimento.

## Risarcimento morale
Gerald Ford fu il primo presidente ad annullare formalmente l'order di internamento e a chiedere scusa a Fred Korematsu, il ricorrente di quarant'anni prima. Continuò però la politica delle amministrazioni succedutesi nel dopoguerra, che negavano che lo United States Census Bureau avesse contribuito al processo di internamento, fornendo informazioni riservate, ad esempio sul luogo di residenza degli americani-giapponesi. Il ruolo della Presidenza USA nelle decisioni è stato finalmente dimostrato nel 2007.
Dagli anni '70 le associazioni nippoamericane iniziarono una serie di azioni legali contro il governo federale che condussero all'istituzione da parte del Congresso della Commission of Wartime Relocation and Internment of Civilians, che aveva il compito di stabilire se l'azione del presidente Roosevelt nel 1942 avesse fondate basi legali o meno.
Nel 1980, il presidente Jimmy Carter ha condotto un'indagine per stabilire se l'internamento dei giapponesi nei campi, in particolare per quelli con la cittadinanza, era giustificato dal punto di vista legale. Ha nominato un'apposita Commissione relativa al trasferimento in tempo di guerra e all'internamento dei civili per indagare sulla vita nei campi. La relazione della Commissione, denominata "giustizia personale negata", fino ad oggi ha trovato poche prove di slealtà da parte dei giapponesi e ha sollecitato il governo a pagare un risarcimento ai sopravvissuti. L'ammontare dei risarcimenti a cui si è giunti sotto la presidenza Reagan è di 20.000 dollari per ogni sopravvissuto al/ai campo/i di internamento.
Nel 1988, il Congresso passò e il presidente controfirmò un provvedimento in cui il governo degli Stati Uniti si scusava ufficialmente per l'internamento. In tale documento si affermava che le azioni e le decisioni del governo si basarono su "pregiudizi razziali, isteria della guerra, e mancanza di leadership politica". Il governo degli Stati Uniti ha erogato, nel corso degli anni, più di 1,6 miliardi di dollari in riparazioni di guerra agli americani di origine giapponese che erano stati internati e ai loro discendenti.

## Filmografia
Alcuni film in cui è rappresentata la vicenda:
- La battaglia di Midway - film (1976)
- Benvenuti in paradiso - film (1990)
- The terror - serie tv (2019)
- Cold Case - Delitti irrisolti - serie tv (episodio 11 stagione 5)
- Teen Wolf - serie tv (episodio 21 stagione 3)
- Hawaii Five-0 - serie tv (episodio 10 stagione 4)
- Non ho mai... - serie tv (2021)